# Isaïes Riba Cucala
Isaïes Riba Cucala (Sant Mateu, Baix Maestrat, 17 d'octubre de 1942 - Tortosa, Baix Ebre, 30 d'octubre de 2020), fou un sacerdot valencià adscrit al Bisbat de Tortosa. Va ser ordenat prevere el 27 de juny de 1965 pel bisbe Manuel Moll i Salord. Des del 21 de setembre de 2003, i fins a la seva mort, exercí de rector de la parròquia de Sant Blai, ubicada al centre històric de Tortosa. Al llarg de la seva vida sacerdotal va ocupar diferents càrrecs, entre els quals destaquen previcari general i moderador de la cúria, canonge de la catedral de Tortosa, membre del Col·legi de Consultors i del consell de presbiteri, prior de la Confraria del Sant Crist de la Puríssima.
Va destacar sempre per la seva implicació i proximitat amb el barri i amb la ciutat, on portava exercint diferents serveis pastorals des del 1953, fins al punt que l'any 2018, l'Associació de Veïns del Centre-Nucli Històric de Tortosa va concedir-li el premi Sant Blai.